# Борис Чеботар
Борис Чеботар (рум. Boris Cebotari) (нар. 3 лютого 1975, Серетень — пом. 15 липня 2012, Кишинів) — колишній молдовський футболіст, що грав на позиції півзахисника. Відомий за виступами за низку молдовських клубів вищого дивізіону, передусім за кишинівський «Зімбру», у якому футболіст зіграв понад 200 матчів у найвищому дивізіоні Молдови, та став неодноразовим переможцем чемпіонату та кубку країни. Протягом 10 років грав також за національну збірну Молдови. В Україні відомий також за виступами у найвищому українському дивізіоні за луцьку «Волинь».

## Клубна кар'єра
Борис Чеботар є вихованцем футбольного клубу «Зімбру», і футбольну кар'єру розпочав у цій команді ще у першому чемпіонаті незалежної Молдови, коли йому виповнилось лише 17 років. За кілька років футболіст став одним із лідерів найсильнішої на той час молдовської команди, а за два роки дебютував у головній збірній Молдови. Окрім цього, футболіст став учасником дебютного для молдовських клубів матчу єврокубків — 18 серпня 1993 року у грі Лізі чемпіонів 1993—1994 в Кишиневі проти єрусалимського Бейтара, який закінчився унічию 1-1. За 6 років футболіст зіграв 118 матчів за кишинівський клуб, у яких відзначився 23 забитими м'ячами. У 1998 році Борис Чеботарпісля отриманої важкої травми втратив місце в основі команди, і покинув «Зімбру», спочатку ставши гравцем іншої столичної команди «Уніспорт-Авто», а на початку 1999 року зіграв кілька матчів за тираспольську команду «Тилігул-Тирас», пізніше у кінці року на нетривалий час повернувся до «Зімбру». Початок 2000 року Чеботар провів у кишинівській команді «Агро», а у середині року повернувся до «Зімбру». За рідний клуб футболіст грав до початку 2004 року, і за цей час зіграв за клуб 102 матчі у чемпіонаті Молдови, в яких відзначився 18 разів забитими м'ячами. За свідченнями журналістів, київське «Динамо» і особисто Валерій Лобановський кілька раз хотіло придбати Бориса Чеботаря, але «Зімбру» запросив завелику ціну за перехід футболіста. У 2002 році визнаний найкращим футболістом країни. На початку 2004 року Борис Чеботар став гравцем луцької «Волині». У першому своєму сезоні в Луцьку Чеботар зіграв у 12 матчах у вищій українській лізі. Сезон 2005—2006 року Борис Чеботар відіграв у Луцьку повністю, був одним із основних гравців півзахисту команди. Протягом сезону відіграв за луцький клуб 23 матчі. Наступний сезон Борис Чеботар розпочав у «Волині», зіграв у чемпіонаті України 21 матч, але у зв'язку із конфліктом із головним тренером команди Віталієм Кварцяним покинув українську команду, і навесні повернувся до Кишинева, де півроку грав за місцевий клуб «Дачія»). Сезон 2006—2007 року Чеботар закінчив у рідному клубі «Зімбру». У сезоні 2007—2008 футболіст грав за столичний клуб «ЦСКА-Стяуа» (Кишинів), після чого закінчив виступи на футбольних полях. Після закінчення кар'єри футболіста працював тренером у СДЮСШОР «Зімбру».

## Виступи за збірну
Борис Чеботар 16 квітня 1994 році дебютував у складі національної збірної Молдови у матчі проти збірної США у Джексонвіллі. Останній матч у складі збірної Борис Чеботар зіграв 13 жовтня 2004 року проти збірної Шотландії у рамках кваліфікації до чемпіонату світу 2006 року. Усього зіграв за національну збірну 39 матчів, у яких відзначився 1 забитим м'ячем.

## Особисте життя
Борис Чеботар був одружений та мав двох дітей.

## Загибель
15 липня 2012 року Борис Чеботар був знайдений мертвим біля будинку, де він проживав, у кишинівському районі Ботаніка. Колишній футболіст випав з вікна квартири 4 поверху. Поліція запідозрила самогубство, оскільки повідомлялось, що у колишнього футболіста були проблеми на роботі, у поліції також були підозри і про нещасний випадок, проте офіційно причина смерті не була повідомлена. Борис Чеботар похований у Кишиневі на цвинтарі Святого Лазаря.

## Досягнення
- Чемпіон Молдови: (7):

«Зімбру» (Кишинів): 1992, 1992-93, 1993-94, 1994-95, 1995-96, 1997-98, 1998-99
- Володар Кубку Молдови: (5):

«Зімбру» (Кишинів): 1996-97, 1997-98, 2002-03, 2003-04, 2006-07
- Футболіст року в Молдові: 2002